# Eucalyptus yangoura
Eucalyptus yangoura är en myrtenväxtart som beskrevs av William Faris Blakely. Eucalyptus yangoura ingår i släktet Eucalyptus och familjen myrtenväxter. Inga underarter finns listade i Catalogue of Life.